# Тока-да-Боа-Виста
То́ка-да-Бо́а-Ви́ста (порт. Toca da Boa Vista) — карстовая пещера в известняках в Бразилии (штат Баия). Расположена на северо-востоке Бразильского плоскогорья в бассейне реки Сан-Франсиску. Самая длинная пещера Южной Америки и всего Южного полушария.
Протяжённость пещеры составляет 114 км. Сложный лабиринт пересекающихся галерей, крупные залы. В 2017 году в одном из залов обнаружены кости доисторических животных. В настоящее время находятся на изучении в университете Сан Пауло. Пещера богато украшена натёчными образованиями. Располагается в 2 км от второй по протяжённости пещеры Бразилии Барригуда (35 км).